# ازدواج

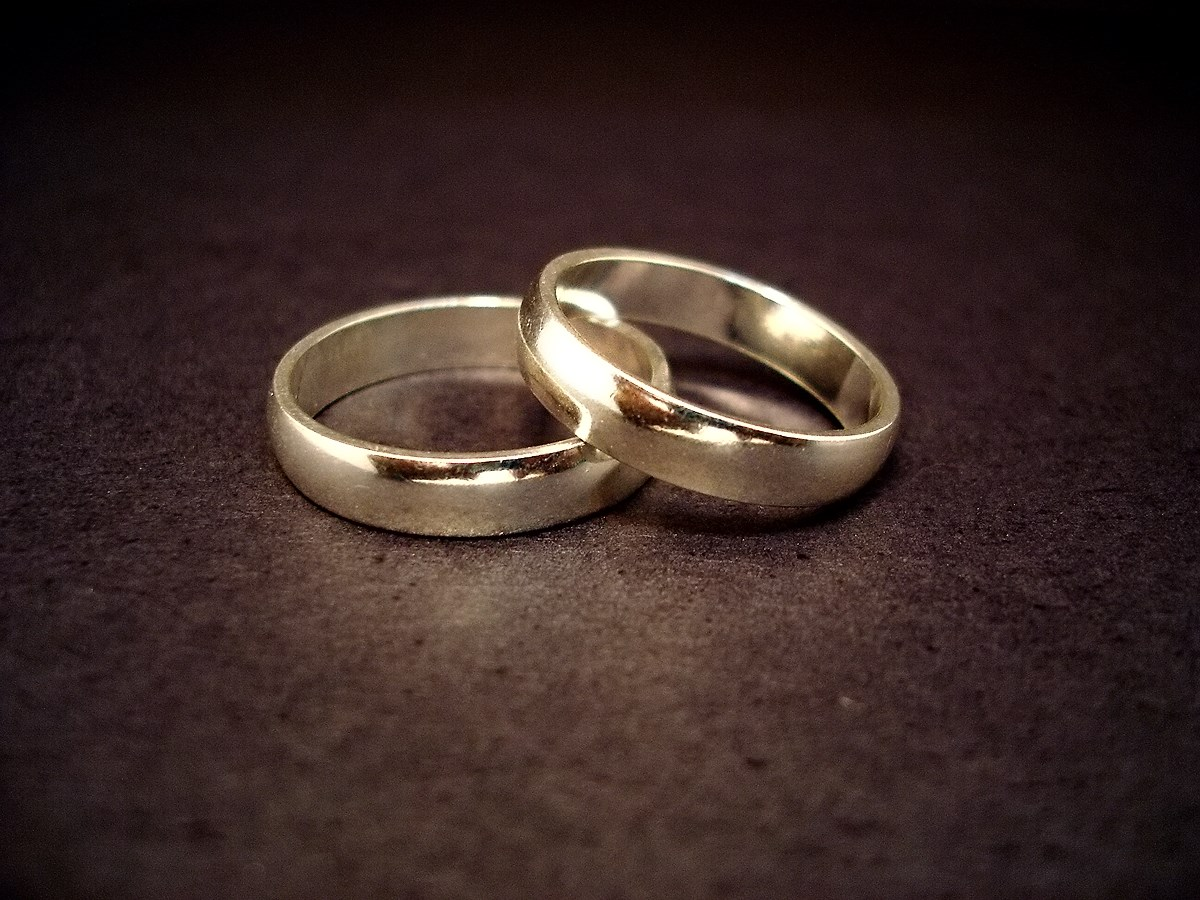
یک جفت حلقه ازدواج

ازدواج که پیوند زناشویی نیز نامیده می‌شود، یک پیوند فرهنگی و اغلب قانونی/حقوقی به رسمیت شناخته شده میان دو کس به نام همسر یا زن‌وشوهر است. این پیوند حقوقی تعهداتی را میان یکدیگر و نیز میان آن‌ها و فرزندانشان یا خویشاوندان سببی‌شان برقرار می‌کند. ازدواج تقریباً پدیده‌ای جهان‌فرهنگی است اما تعریف ازدواج در فرهنگ‌ها و ادیان و در درازای زمان متفاوت است. معمولاً، ازدواج نهاد اجتماعی است که در آن روابط بین فردی، همچون آمیزش جنسی، تأیید یا نفی می‌شوند. در برخی فرهنگ‌ها، ازدواج پیش از انجام هر گونه کنش جنسی اجباری است یا به آن توصیه می‌شود.
انسان‌ها ممکن است به دلایل گوناگونی ازدواج کنند؛ از جمله اهداف قانونی، اجتماعی، میل جنسی، عاطفی، مالی، معنوی یا مذهبی. اینکه چه کسی با آنها ازدواج می‌کند می‌تواند تحت تأثیر جنسیت، قوانین اجتماعی تعیین شده برای زنای با محارم، قوانین تجویزی ازدواج، گزینش پدر و مادر، میل فردی و محیط باشد. در پاره‌ای از مناطق جهان ازدواج ترتیبی-سنتی، ازدواج کودکان، چندهمسری و ازدواج اجباری نیز انجام می‌شود اما در دیگر مناطق، چنین اقداماتی برای حفظ حقوق زنان یا حقوق کودکان (چه زن و چه مرد) یا در نتیجه قوانین بین‌المللی غیرقانونی است. در برخی از نقاط جهان، ازدواج از لحاظ تاریخی حقوق زنان را که دارایی شوهر محسوب می‌شوند (یا می‌شدند) محدود کرده است. در سرتاسر جهان و عمدتاً در دموکراسی‌های توسعه‌یافته، یک گرایش کلی به سمت تضمین حقوق برابر برای زنان در ازدواج (از جمله لغو وابستگی حقوقی به مردان و آزادسازی قوانین طلاق و اصلاح حقوق باروری و جنسی) و به رسمیت شناختن قانونی ازدواج‌های بین ادیانی، بین نژادی، قومی، زوج‌های بین کاست و زوج‌های همجنس وجود داشته است. مناقشات و بحث در مورد وضعیت حقوقی زنان متأهل، سازگاری با خشونت در ازدواج، آداب و رسومی مانند جهیزیه، مهریه و بهای عروس (شیربها)، ازدواج اجباری، سن ازدواج و جرم انگاری آمیزش جنسی پیش از ازدواج و رابطه خارج از ازدواج همچنان در سراسر جهان ادامه دارد. در تاریخ اقتصادی اثبات شده که سن زن در هنگام ازدواج یک شاخص قوی برای خودمختاری زنان است و به‌طور مداوم در پژوهش‌های تاریخ اقتصادی مطرح می‌شود.
ازدواج می‌تواند به‌دست دولت، سازمان، مرجع دینی، گروه قبیله‌ای، اجتماع محلی یا همسالان و آشنایان به رسمیت شناخته شود. ازدواج اغلب قرارداد تلقی می‌گردد. ازدواج دینی به‌دست مرجع دینی برای شناخت و ایجاد حقوق و تکالیف ذاتی زن‌وشوهری در آن دین انجام می‌شود. ازدواج مذهبی در مسیحیت کاتولیک به اشکال گوناگونی با عنوان ازدواج مقدس، در اسلام با عنوان نکاح، در یهودیت با عنوان Nissuin، و نام‌های دیگر در سنت‌های دینی شناخته می‌شود، که هر کدام محدودیت‌های خاص خود را دربارهٔ اینکه چه چیزی ازدواج را مشروعیت می‌بخشد و چه کسی می‌تواند ازدواج کند، دارند.

## چیستی
مردم شناسان چندین تعریف متضاد از ازدواج را در کوشش برای دربرگرفتن طیف گسترده‌ای از شیوه‌های زناشویی فرهنگ‌های جهان ارائه کرده‌اند. حتی در فرهنگ غربی، «تعریف ازدواج از یک افراط به دیگری و در هر نقطه‌ای در این میان متمایز شده است» (همان‌طور که «Evan Gerstmann» گفته است).
مردم‌شناسان برای این‌که تنوع اَعمال زناشویی فرهنگ‌ها را در نظر بگیرند چندین تعریف از ازدواج پیشنهاد کرده‌اند. اِدوارد وسترمارک در کتابش با عنوان «تاریخ ازدواج انسان (۱۹۲۱)» ازدواج را به این صورت تعریف می‌کند: ارتباط پردوام یا کم‌دوام نر و ماده گذشته از عمل زادآوری محض تا پس از زایش فرزند.» او در کتاب «آیندهٔ ازدواج در تمدن غرب» تعریف پیشینش را رد می‌کند و در عوض ازدواج را این‌گونه تعریف می‌کند: «رابطهٔ یک یا چند مرد با یک یا چند زن که از سوی عرف یا قانون پذیرفته شده است.»
یادداشت‌ها و جستجوها (۱۹۵۱)، کتابچهٔ راهنمای انسان‌شناسی، ازدواج را چنین تعریف کرده است: «پیوندی بین یک زن و یک مرد به‌طوری‌که بچه‌های زاده‌شده از زن به عنوان فرزندان مشروع هر دوی پدر و مادر شناخته شوند.» در راستای رویهٔ معمول در میان مردم ساکن قبایل جنوب سودان و غرب اتیوپی که به زن‌ها اجازه می‌داد در شرایط خاص در نقش شوهر عمل کنند، کاتلین گوگ (انسان‌شناس بریتانیایی) پیشنهاد داد که آن تعریف را به این صورت تغییر دهند که «یک زن و یک یا چند شخص دیگر.»
دموند لیچ تعریف گافس را مورد انتقاد قرار می‌دهد و آن را در مقولهٔ شناخت حلال‌زادگی (مشروعیت) فرزند، بسیار دست و پاگیر می‌داند و پیشنهاد می‌کند که ازدواج را مانند انواع متفاوتی از قوانین که برای اجرایی شدن وضع می‌شوند نگاه کنیم. لیچ تعریف‌اش را باز می‌کند و می‌گوید: «ازدواج رابطه‌ای است که میان یک زن با یک یا چند شخص دیگر برقرار می‌شود - که این روابط زادن کودکی را تحت پیشامدهایی که به‌دست قوانین رابطه‌ها، ممنوع نشده‌اند میسّر می‌کند - تمامی قوانین همگانی مراتب تولد مطابقت داده شده‌اند با عضوهای معمولی یا سطوح متفاوت جامعه.» استدلال لیچ این است که هیچ‌کدام از تعاریف ازدواج برای همه فرهنگ‌ها اجراپذیر نیست. او فهرستی از ده قانون ازدواج را ارائه می‌کند که شامل انحصار جنسی، قوانینی با احترام به کودک و قوانین متنوع ویژه‌ای از سوی فرهنگ است.
دوران بل همچنین تعریف بنیان مشروعیت را - با این اصل که برخی جوامع برای ازدواج به مشروعیت احتیاج ندارند - نقد و این‌گونه استدلال می‌کند: در جوامعی که نامشروعیت فقط به معنای ازدواج نکردن مادر است و غیر از این هیچ قانون ضمنی دیگری وجود ندارد تعریف بنیان مشروعیت ازدواج چرخه‌ای است. او تعریف ازدواج را در مقولهٔ قوانین دستیابی جنسی قرار می‌دهد.

## ازدواج در ادیان و مذاهب

### اسلام
ازدواج در اسلام امری مستحب شمرده می‌شود ازدواج شرعی اصولاً با پیشنهاد زن (ایجاب) و پذیرش مرد (قبول) انجام می‌گیرد اما برعکس آن – یعنی پیشنهاد مرد و پذیرش زن – نیز که در عرف اغلب جوامع متداول است اشکالی ندارد. اهل سنت حضور دو گواه (شاهد) را برای صحت ازدواج لازم می‌دانند اما از دیدگاه شیعه، گواهی گواهان برای صحت عقد نکاح شرط نیست. در امر طلاق نیز شیعه حضور دو گواه را بایسته می‌شمارد اما اهل سنت نه. در ازدواج، طرفین می‌توانند خود خطبه عقد را به هر زبانی جاری سازند یا به شخص دیگری که واجب هم نیست که روحانی باشد، وکالت دهند تا آن‌ها را به عقد یکدیگر درآورد. به فتوای فقهای نامداری همچون صاحب جواهر در خواستگاری و گزینش همسر، بدون اینکه طرفین محرم شوند می‌توانند به بدن برهنه یکدیگر به‌جز عورت نگاه کنند که البته بعضی از فقهای دیگر این امر را محدود به بخش‌هایی از بدن مانند موها و سینه کرده‌اند. برابر قول مشهور در فقه شیعه اذن پدر یا جد پدری برای دختر بالغ باکره لازم نیست و دوشیزه خود مستقلاً می‌تواند ازدواج کند اما قول مشهور فقهای اهل سنت وجوب اذن ولی است. با این همه در میان فقهای معاصر شیعه تنها اقلیتی از فقها همچون محمد صادقی تهرانی و محمدصادق روحانی و مهدی هادوی تهرانی به استقلال دختر دوشیزه و عدم لزوم اذن ولی قائل هستند. چنانچه زن و شوهر جدا شوند (مانند طلاق در ازدواج دائم و انقضا یا بذل مدت در ازدواج موقت) یا شوهر بمیرد، زن برای ازدواج مجدد معمولاً باید چند عادت ماهانه را از سر بگذراند که به نگه داشتن عِدّه نامدار است. برای انعقاد ازدواج باید ۱۱ شرط قرآنی و ۱۳ شرط فقهی رعایت گردد که واپسین آن‌ها شرط فقهی جاری کردن خطبه عقد نکاح است. به‌طور کلی ازدواج در اسلام بسیار پسندیده توصیف شده است. محمّد پیامبر اسلام گفته است: «هر گاه آدمی ازدواج کند، نیمی از دین را به دست آورده است و برای نیمی دیگر باید پرهیزکاری خدا را پیشه خود سازد.» و در جای دیگری گفته است: «النِّکَاحُ سُنَّتِی فَمَنْ رَغِبَ عَنْ سُنَّتِی فَلَیْسَ مِنِّی» یعنی «ازدواج سنت من است، هرکس از سنت من روی برگرداند، از من نیست.»

### زرتشتی
خویدوده مفهومی در دین زرتشتی برای اشاره به گونه ای از ازدواج پسندیده خوب است. دربارهٔ شیوهٔ این ازدواج میان پژوهشگران و اوستاشناسان اختلاف دیدگاه وجود دارد که منظور از خویدوده ازدواج با خویشان نزدیک مانند عموزادگان است یا منظور ازدواج با محارم مانند خواهر و مادر است.

### یهودیت
در یهودیت، ازدواج به معنای کامل شدن و اوج رشد انسانی است. برپایه تعالیم یهود، یک زن بدون همسر و یک مرد بدون زن انسان‌هایی کامل نیستند و با ازدواج و پیوند زناشویی از شکل ناقص به وجودی کامل تبدیل می‌شوند. ازدواج در میان کلیمیان دارای مراسمی مخصوص با آداب مربوط به آن است که از آن‌جمله می‌توان به مهریه زن که کتوباه گفته می‌شود تا چاپاه، پارچه‌ای سفید و نماد روشنایی که بر روی چهار چوب از هر طرف و بر روی سر عروس و داماد قرار می‌گیرد و نماد خانه و زندگی جدید زوج جوان است یاد کرد.

### مسیحیت
مطالب مرتبط: تک همسری
مسیحیان هنگام ازدواج متعهد می‌شوند که یکی شدن مرد و زن را نشانهٔ آشکاری برای محبت خدا به بشر و محبت مسیح به شاگردانش قرار دهند. به همین علت، مسیحیان ازدواج را التزام و تعهد در طول زندگی می‌شمارند و با طلاق و ازدواج مجدد در زمان حیات همسر مخالفند.
اگرچه ازدواج در مسیحیت پدیده‌ای مقدس محسوب شده و سرّ عظیم نامیده می‌شود، اما در برابر آن دوری گزیدن از ازدواج از نظر برخی مسیحیان امری پسندیده‌تر است، گرچه هیچ اجباری در این مورد نیست. شخص مجرد، با تمام توان به خدمت خداوند می‌رسد و با کم‌کردن مشغله‌های دنیوی و زندگی، خود را شبیه عیسی می‌سازد.
با صرف نطر از فرقه‌های معدود و نوپیدایی که همجنسگرایی را نیز نوعی از ازدواج می‌دانند، تنها شکل قابل پذیرش برای ازدواج به‌طور سنتی و معمول بین مسیحیان، ازدواج بین فقط یک زن و فقط یک مرد است و چندزنی یا چندشوهری ممنوع و حرام است. همچنین مسیحیت یکی از مهم‌ترین عوامل جا افتادن تک همسری به عنوان گونهٔ مورد پذیرش ازدواج در جوامع غربی بوده است.

### بهایی‌گری
ازدواج در بین بهائیان، اتحاد بین زن و مرد است و بهائیان به امر ازدواج تشویق شده‌اند.
اما این ازدواج علاوه بر ارتباط جسمانی باید روحانی نیز باشد. هدف اصلی ازدواج، پرورش روح و ایجاد هماهنگی و وحدت بین دو شریک زندگی تعریف شده است. حداقل سن ازدواج پانزده سال تمام است. ازدواج در آئین بهائی بعد از بیان رضایت طرفین و پرداخت مهریه بهائی و خواندن آیه‌ای توسط زن و مرد که متن آن در کتاب اقدس ام‌الکتاب دین بهائی آمده است و ثبت واقعه، امضای والدین و همچنین ۹ شاهد رسماً آغاز می‌شود. باید توجه داشت که رضایت والدین دو طرف ازدواج نیز در امر بهائی از عناصر تحقق اقتران است.
آیه مخصوص که به آن اشاره شد «انا کل لله راضون» برای مردان و «انا کل لله راضیات» برای زنان است. در احکام بهائی داشتن چند همسر در یک زمان و ازدواج هم‌جنسان مجاز نیست..

## گونه‌های ازدواج

### ازدواج‌های موقت
در چندین نمونه از فرهنگ‌ها، آیینِ ازدواج «موقت» و «مشروط» وجود دارد. «رسم حلقه» در میان مردم نژاد سلتی و «ازدواج‌های دارای مدت مشخص» در میان مسلمانان از نمونه‌های آن است. پیش از اسلام، در میان اعراب نوعی «ازدواج موقت» مرسوم بود که امروز آن را در ایران با عنوان «صیغه» و در عراق با عنوان «متعه» می‌شناسند. نکاح منقطع یا موقت، گونه‌ای از ازدواج در مذهب شیعه است که برای مدت معینی با مهریه‌ای معلوم، میان زن و مرد بسته می‌شود و با پایان زمان آن، پیوند زناشویی خود به خود از میان می‌رود. در میان مسلمانان دربارهٔ مشروعیت این ازدواج اختلاف نظر است؛ اهل سنت، اباضیه و زیدیان آن را حرام و شیعیان امامی آن را مشروع و حلال می‌دانند. پس از پایان ازدواج موقت، زنی که آمیزش جنسی از طریق دخول داشته باید مانند ازدواج دائم عِدّه را رعایت کند و دو بار عادت ماهانه را از سر بگذراند تا بتواند بار دیگر ازدواج موقت یا دائم انجام دهد.

### ازدواج با خویشاوندان
مذاهب، به‌طور معمول به ازدواج خویشاوندی اجازه می‌دهند. روابط خویشاوندی ممکن است یا از گونهٔ خویشاوندی نسبی باشد که در آن افراد دارای پیوند زیستی (همخونی) با یکدیگر هستند، یا از نوع خویشاوندی سببی باشد که به واسطهٔ ازدواج‌ها شکل گرفته است. سیاست مسیحیت کاتولیک، ازدواج خویشاوندی را در آغاز برای مدتی طولانی ممنوع کرده بود، ولی امروزه در نتیجه نیاز روز، به این نوع از ازدواج‌ها، مجوز داده است. در برخی از منابع ادعا شده است که این نوع از ازدواج، همواره مورد تأیید اسلام بوده است. اما بعضی از منابع دیگر مدعی کراهت چنین ازدواج‌هایی از نظر اسلام به دلیل مشکلات ژنتیکی و ضعیف شدن نسل، شده‌اند.

### چندهمسری
گروه‌های مذهبی رویکردهای متفاوتی بر مشروعیت چندهمسری دارند. گرفتن بیش از یک همسر برای مرد، در اسلام و آیین کنفوسیوس مجاز است، هر چند که امروزه در بسیاری مناطق غیرمعمول شده است.
در گذشته چندهمسری در ادیانی چون یهودیت، مسیحیت، هندوگرایی مجاز بوده ولی بعداً توسط جریانات اعمال قدرت دنیای مدرن، ممنوع شده است.

### کودک‌همسری
ازدواج کودکان یا کودک‌همسری نوعی ازدواج رسمی یا غیررسمی است که که در آن فرد پیش از رسیدن به ۱۸ سالگی وارد پیمان زناشویی می‌شود. حداقل سن ازدواج تعیین شده در قانون در قانون بسیاری از کشورها ۱۸ سال است، خصوصاً در مورد دختران؛ و حتی بعضاً قرار داشتن در ۱۸ سالگی نیز شامل قانون مذکور می‌شود. عموماً عبارت «کودک‌همسری» در مورد کودکان دختری به‌کار می‌رود که با مردان بزرگسال به خاطر اجبار حاصل از سنت‌های قومی، فقدان دانش و تحصیلات یا مشکلات اقتصادی خانواده، ازدواج می‌کنند. ازدواج در سنین کودکی آسیب‌های متعدد روانی و تنی را برای کودک به همراه دارد. در سطح اتحادیه اروپا و جهانی، ازدواج کودکان یکی از اشکال ازدواج اجباری به‌شمار می‌رود و مصداق نقض حقوق بشر و نمونه‌ای از خشونت جنسی است.

### ازدواج گروهی
ازدواج گروهی که همچنین تحت عنوان ازدواج چندجانبه شناخته می‌شود، فرمی از چندمهری (پلی آموری) است در آن بیش از دو تن واحد خانواده را برپا می‌کنند و تمام اعضای ازدواج گروهی، همسر تمام اعضای دیگر ازدواج گروهی محسوب می‌شود، و تمام اعضای ازدواج مسئولیت والدینی را برای هر کودکی که از ازدواج حاصل شود به عهده می‌گیرند. هیچ کشوری ازدواج‌های گروهی را چه از لحاظ قانون و چه از لحاظ قانون عرفی نپذیرفته است.

## حق و وظیفه در ازدواج
ازدواج به زوجین، حقوق و وظایفی اعطا می‌کند؛ و از آنجا که یگانه‌ساختار ایجاد خویشاوندی سببی است این وضع گاهی شامل خویشاوندان آن‌ها نیز می‌شود؛ و می‌تواند شامل موارد ذیل باشد:
- واگذاری نظارت بر خدمات جنسی، کار و اموال همسر به شوهر/زن یا خانوادهٔ دیگری.
- واگذاری مسئولیت بدهکاری همسر به شوهر/زن.
- دادن حق ملاقات همسر به شوهر/زن هنگامی که وی بستری یا زندانی است.
- واگذاری نظارت بر امور همسر به شوهر/زن هنگامی که وی ناتوان است.
- گماردنِ دومین سرپرست قانونی فرزند والد.
- برقراری حسابی مالی مشترک به خاطر کودکان.
- برقراری خویشاوندی میان خانواده‌های زن و شوهر.

این حقوق و وظایف در میان جوامع و گروه‌های گوناگون در هر جامعه به‌طور اعتناپذیری متغیر است.

### گزینش هم‌بالین عاطفی و جنسی
فرهنگ‌ها و آداب و رسومی گوناگونی برای گزینش همسر وجود دارد. گوناگونی‌هایی در مورد سطحی که گزینش همسر یک انتخاب شخصی توسط طرفین یا تصمیمی جمعی توسط خویشاوندهای دو طرف است و رسومی وجود دارد که مشخص می‌کنند، کدام افراد انتخاب‌های معتبری محسوب می‌شوند.
در بسیاری از جوامع، گزینش همسر به افرادی مناسب از گروه‌های اجتماعی ویژه محدود می‌شود. در بعضی از جوامع رسم بر این است که همسر از درون گروه اجتماعی خود فرد برگزیده شود - درون همسری (به انگلیسی: endogamy). این وضعیتی است که در بسیاری از جوامع که بر پایه صنوف و طبقات بنا شده‌اند صدق می‌کند؛ ولی در دیگر جوامع همسر باید از گروهی به جز گروه خود برگزیده گردد- برون همسری (به انگلیسی: exogamy). این وضعیت در مورد جوامع فراوانی که آیین توتمی دارند و جامعه به چند قبیله توتمی برون‌همسر تقسیم شده است صادق است، همانند بیشتر جوامع بومی استرالیایی. در جوامع دیگر از فرد انتظار می‌رود با عموزاده‌ها ازدواج کند. دختر باید با پسر خواهر پدرش ازدواج کند و پسر با دختر برادر مادرش – این موضوع عمدتاً حالت جوامعی است که رسم دارند شجره‌نامه را تنها از خط پدری یا مادری پیگیری کنند، مانند مردم آکان آفریقا. نوع دیگر گزینش، ازدواج با برادرشوهر (به انگلیسی: levirate marriage) است که در آن بیوه باید با برادرشوهرش ازدواج کند، این شیوه عمدتاً در جوامعی یافت می‌شود که بر پایه گروه‌های قبیله‌ای درون‌همسر بنا شده‌اند.
در فرهنگ‌های دیگر بر گروه‌هایی که همسر می‌تواند از آن‌ها گزیده گردد سختگیری کمتری دیده می‌شود. برگزینش همسر می‌تواند طی یک فرایند انتخابی به شیوه معاشقه به‌دست زوجین یا تنظیم ازدواج توسط پدر و مادر یا زوجین یا فردی بیرونی، دلال ازدواج شود.
ازدواج‌های کاربردی (یا ازدواج مصلحتی) به اتکای رسوم خانواده یا سیاست‌های گروهی انجام می‌شوند. یک مرجع مسئول، ازدواج را منعقد یا افراد را به آن تشویق می‌کند؛ حتی ممکن است برای یافتن همسر مناسب برای فرد بی‌همسر، یک دلال ازدواج به کار گرفته شود. مرجعیت ممکن است با والدین، خانواده، مقام مذهبی یا اجماع گروهی باشد. در بعضی موارد، مرجع مسئول ممکن است در گزینش همسر انگیزه‌هایی به غیر از تفاهم داشته باشد.
در دهکده‌های روستایی هند، ازدواج کودکان نیز انجام می‌شود که والدین آن را گاهی حتی پیش از زایش کودک عقد می‌کنند. این عمل به موجب «مصوبه ممنوعیت ازدواج کودک» در ۱۹۲۹ ممنوع گشت.
در بعضی جوامع از آسیای میانه و قفقاز تا آفریقا هنوز سنت عروس‌ربایی وجود دارد که در آن عروس به‌دست مرد و دوستانش اسیر می‌شود. گاهی این کار، پوششی برای گریز با معشوق است اما گاهی به خشونت جنسی تمایل دارد. در زمان‌های گذشته ربایش زنان، مقیاسی بزرگتر از این بوده است که در آن گروه‌هایی از زنان به‌دست گروه‌هایی از مردان، گاهی در جنگ، اسیر می‌شدند. نامدارترین نمونه برای این مورد، تجاوز به زنان اهل سابین می‌باشد که موجب شد نخستین شهروندان روم نخستین همسرانشان را به‌دست آوردند.
دیگر شرکای ازدواج کمابیش تحمیلی هستند. برای مثال مردی از برادران شوهر درگذشتهٔ بیوه با او ازدواج می‌کند.

### هم‌زیستی
همچنین بینید: هم‌زیستی
ازدواج نهادی است که زندگی افراد را به شیوه‌های گوناگون عاطفی و اقتصادی به هم پیوند می‌زند. در بسیاری از فرهنگ‌های غربی، ازدواج معمولاً به ایجاد خانواده‌ای نو که از زن و شوهر تشکیل می‌شود منجر می‌گردد که در خانه‌ای مشترک با هم زندگی می‌کنند و غالباً از بستر یکسانی استفاده می‌کنند، ولی در بعضی از فرهنگ‌های دیگر اینگونه نیست. در میان «میانگ کاباو» ها در غرب سوماترا، هم‌زیستی در خانهٔ مادری (به انگلیسی: matrilocal) است و شوهر به خانهٔ مادرزن نقل مکان می‌کند. اقامت بعد از ازدواج می‌تواند در خانهٔ پدری (به انگلیسی: patrilocal) یا خانهٔ دایی شوهر (به انگلیسی: avunculocal) باشد. چنین ازدواج‌هایی در پکن امروزی به‌طور روزافزونی متداول است. «گو جیانمی»، مدیر مرکز مطالعات زنان در دانشگاه پکن به خبرنگار «نیوزدی» گفت: «ازدواج‌های پاره‌وقت (به انگلیسی: Walking marriage) نشان دهندهٔ تغییرات گسترده در جامعه چین است» تمهیدی مشابه در عربستان سعودی تحت عنوان «ازدواج مسیار» وجود دارد که در آن زن و شوهر جدا از هم زندگی می‌کنند و به‌طور مرتب با هم دیدار می‌کنند.
از سوی دیگر، ازدواج لازمهٔ همزیستی نیست. در بعضی موارد زوج‌هایی که با هم زندگی می‌کنند دوست ندارد همسردار شناخته شوند؛ مثلاً هنگامی که حق بازنشستگی یا نفقه به طرز منفی تحت تأثیر قرار می‌گیرند یا به خاطر ملاحظات مالیاتی، مسائل مهاجرتی و دلایل فراوان دیگر. در جوامع امروزی غربی بعضی از زوج‌ها پیش از ازدواج با هم زندگی می‌کنند تا کارایی چنین تمهیدی را در طولانی‌مدت بیازمایند.
در بعضی از موارد هم زیستی ممکن است منجر به ازدواج عرفی شود و در بعضی از کشورها هم زیستی را به رسمیت ازدواج به جهت منافع مالیاتی و امنیت اجتماعی ترجیح می‌دهند. این در مورد استرالیا صدق می‌کند.
یکی از معیارهای مهمّ ازدواج، شناخت طرفین از یکدیگر است. افراد برای شناخت کامل یکدیگر به دست کم شش‌ماه زمان و معاشرت نیاز دارند.

### سکونتگاه پس از ازدواج
نظریه‌های اولیه‌ای که سعی در توضیحِ عوامل تعیین‌کنندهٔ «سکونتگاه پس از ازدواج» داشته‌اند - برای مثال سکونت با خویشاوندان شوهر و زن یا سکونت در نزدیکی آنها - آن را با تقسیم جنسی کار مرتبط دانسته‌اند (از جمله، نظریه‌های لوییس هنری مورگان، ادوارد تیلور، یا جورج پتر مُرداک). با این وجود، با گذشت زمان، پژوهش‌های میان‌فرهنگی که با استفاده از نمونه‌گیری‌های جهانی بر روی این فرضیه انجام شد، نتوانست رابطهٔ چشمگیری بین این دو متغیر بیابد؛ البته تحقیقات کوروتایو (Korotayev) نشان داده است که، به‌طور کلی کمک و مشارکتِ زن در امرار معاش، همبستگی چشمگیری با سکونت در نزدیکی خانوادهٔ زن دارد؛ با این حال، این همبستگی زیر پوشش عامل متداولی همچون «چند زنی» پنهان مانده است. به بیان دقیق‌تر، اگرچه کمک زن به امرار معاش گرایش به آن دارد تا منجر به سکونت در نزدیکی خانوادهٔ زن بشود، توأمان گرایش به آن دارد تا به چند زنیِ «غیرخواهرانه» (non-sororal، ازدواج مرد با کسی غیر از خواهر زنش) بینجامد. «چند زنیِ غیرخواهرانه» مانع از سکونت در کنار خانوادهٔ تازه‌عروس می‌شود. اگر عامل «چندزنی» کنترل شود، تقسیم کار تبدیل به عامل مهمی برای پیش‌بینی محل سکونتِ پس از ازدواج خواهد شد. از این‌رو، نظریهٔ مُرداک (Murdock) در زمینهٔ رابطهٔ بین تقسیم جنسی کار و سکونتگاه پس از ازدواج، اساساً درست است، هر چند همان‌طور که کوروتایو نشان داده است، رابطهٔ موجود بین این متغیرها، پیچیده‌تر از آن است که امکان پیش‌بینی را بدهد. در جوامع امروزی، شاهد آن هستیم که افراد گرایش به آن دارند تا محل‌های جدیدی را برای سکونت پس از ازدواج برگزینند.

### آمیزش و زایش

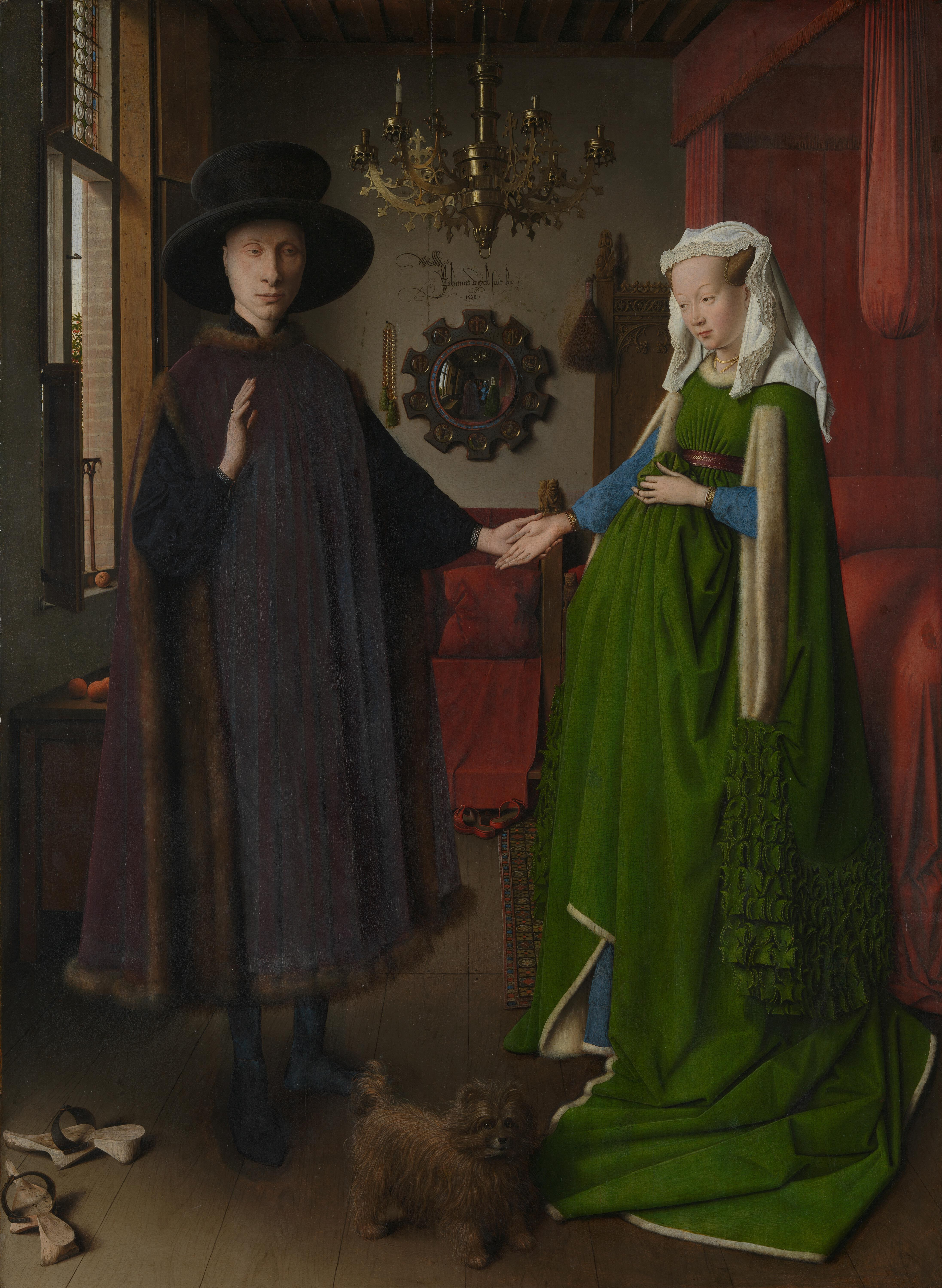
پرتره آرنولفینی از مراسم ازدواج

بسیاری از ادیان بزرگ جهان به آمیزش خارج از ازدواج با ناخشنودی می‌نگرند. حکومت‌های غیرسکولار فراوانی، غالباً با اکثریت مسلمان، آمیزش جنسی پیش از ازدواج را جرم‌انگاری کرده‌اند. آمیزش جنسی میان فردی همسردار با کسی به جز همسرش تحت عنوان زنای محصنه شناخته می‌شود و عموماً از سوی ادیان بزرگ جهان ناپسند شمرده می‌شود (بعضی آن را گناه می‌دانند). زنای محصنه به‌دست بسیاری از نظام‌های قضایی جرم و دلیلی برای طلاق به‌شمار می‌آید.
از سوی دیگر، ازدواج لازمه فرزنددار شدن نیست. «مرکز کلی آمار سلامت» در آمریکا گزارش کرده است که در سال ۱۹۹۲ ۳۰/۱ درصد از تولدها مربوط به زنان مجرد بوده است. در سال ۲۰۰۶ این عدد به ۳۸٫۵ درصد افزایش یافته است. کودکانی که خارج از ازدواج زاده می‌شدند – حرامزاده‌ها و ولدالزناها – نامشروع محسوب می‌شدند و گرفتار زیان‌های قانونی و ننگ اجتماعی می‌گردیدند. در سال‌های اخیر از اهمیت مشروعیت کاسته شده و پذیرش اجتماعی به خصوص در جوامع غربی افزایش یافته است.
بعضی از زوج‌های متأهل تصمیم می‌گیرند که فرزند نداشته باشند و در نتیجه بی‌فرزند می‌مانند. بعضی دیگر از فرزنددار شدن به خاطر ناباروری و سایر دلایلی که از لقاح یا حمل کودک جلوگیری می‌کند ناتوان هستند. در بعضی از فرهنگ‌ها ازدواج، فرزنددار شدن را به زنان تحمیل می‌کند. برای نمونه در شمال غنا، بهای عروس در ازای الزام زن به بارداری است و زنانی که از روش‌های پیشگیری از بارداری استفاده می‌کنند با خطرات جدی و آزار جسمی و انتقام روبرو هستند.

### محدودیت‌های ازدواج
ازدواج نهادی است که به صورت تاریخی توسط جامعه به منظور حفظ منافع بچه‌ها، انتقال ژن‌های سالم، حفظ ارزش‌های فرهنگی، یا به خاطر تعصب و ترس با محدودیت همراه بوده است، از هر سن و نژاد تا هر وضعیت اجتماعی، هر نوع قرابت قوم و خویشی و هر جنسیتی. تقریباً همه فرهنگ‌هایی که ازدواج را به رسمیت می‌شناسند زنای با دیگری را تخطی از ضوابط ازدواج می‌دانند.
ایالات متحده تاریخچه‌ای از قوانین محدودیت در ازدواج دارد. ایالات زیادی به قوانینی که علیه ازدواج بین نژادی بود عمل می‌کردند که اولین بار در قرن ۱۷ (در مستعمره برده‌داری «ویرجینیا ۱۶۹۱» و «مریلند ۱۶۹۲») مطرح شد و تا ۱۹۶۷ که توسط قانون شهروندی Loving v. Virginia نسخ شد ادامه داشت. بسیاری از این ایالات چندین اقلیت را از ازدواج با سفیدپوستان منع کردند؛ مثلاً «آلاباما» «آرکانزاس» و «اوکلاهما» مشخصا سیاهان را منع کردند. ایالاتی مثل «می‌سی‌سی‌پی» و «میسوری» سیاهپوستان و آسیایی‌ها را از ازدواج ممنوع کردند. ایالاتی چون «کارولینای شمای و جنوبی» سیاهان و بومیان آمریکایی را و ایالاتی چون «جرجیا،» کارولینای جنوبی و ویرجینیا همه غیر سفیدپوستان را از ازدواج با سفید پوستان منع کردند.
به رسمیت شناختن قانونی ازدواج زوج‌های هم جنس آن طور که برای زوج‌های غیر هم‌جنس فراهم است، عملی نسبتاً جدید است. در ایالات متحده، مصوبه حمایت از ازدواج 1996 (DOMA) به طرز واضحی ازدواج به جهت اهداف قوانین فدرال را میان یک مرد و یک زن تعریف می‌کند و اجازه می‌دهد ایالت‌ها ازدواج هم جنس‌ها در ایالات دیگر را نادیده بگیرند (گرچه استدلال می‌شود که ایالت‌ها می‌توانستند قبلاً هم اینکار را بکنند). چهل و یک ایالت آمریکا ازدواج را میان یک مرد و یک زن تعریف می‌کنند. سه مورد از این ایالت‌ها زبان قانونی دارند که از تعریف این چنینی DOMA قدیمی‌تر هستند (پیش از ۱۹۹۶ تصویب شده‌اند). سی ایالت ازدواج را در قانون اساسی خود تعریف کرده‌اند. آریزونا تنها ایالتی است که تاکنون اصلاحیه قانون اساسی در مورد تعریف ازدواج تنها میان یک مرد و یک زن را رد کرده است (۲۰۰۶)، ولی بعداً این اصلاحیه در ۲۰۰۸ تصویب شد.
در جوامع اغلب محدودیت‌هایی برای ازدواج با بستگان وجود داشته گرچه شدت این محدودیت‌ها متفاوت بوده است. به جز چند مورد استثنایی، ازدواج میان پدر و مادر با فرزندان یا میان خواهر و برادر زنا محسوب شده و ممنوع بوده است. با این وجود، ازدواج میان خویشاوندان دورتر بسیار متعارف بوده است، و تخمینی در این باره حاکی از آن است که در ۸۰٪ ازدواج‌ها در طول تاریخ نسبت خانوادگی نوه عموی والدینی یا نزدیکتر بوده است. در دوران مدرن این نسبت کاهش شدیدی داشته است، اما هنوز تخمین زده می‌شود که بیش از ۱۰٪ ازدواج‌ها میان نوه عموهای والدینی یا عموزاده‌ها صورت می‌گیرد. در ایالات متحده، امروزه چنین ازدواج‌هایی نکوهیده است، و ممنوعیت ازدواج عموزاده‌ها در بیش از ۳۰ ایالت قانونی است. تنوع قابل ملاحظه است: در کرهٔ جنوبی، در گذشته ازدواج با فردی با نام خانوادگی یکسان غیرقانونی بوده است.
در جوامع زیادی ازدواج به طبقهٔ اجتماعی فرد محدود بوده است - پدیدهای که انسان‌شناسان درون‌همسری می‌نامند. یک نمونه از چنین محدودیت‌هایی شرط ازدواج با هم‌قبیله‌ای است. محدودیت در برابر چندهمسری نیز متداول بوده است. مخالفت دولت فدرال آمریکا با به رسمیت شناختن دِسِرِت به عنوان یک ایالت بر پایهٔ مخالفت با ازدواج‌های چندهمسری بود که در گذشته در میان مورمونها رواج داشته است.

### نگرش‌های بحث‌برانگیز
دربارهٔ ازدواج، مباحثه‌های زیادی در کشورهای گوناگون انجام شده است از جمله: مباحث مربوط به سازگاری زوج‌های دارای مذاهب، عقاید، تبارها یا نژادهای متفاوت، شمار و کمینه سن پذیرفتنی برای زنان، حقوق زوج‌ها (به‌ویژه زنان)، و تعهدات خانوادگی گسترده‌تر. به‌طور مثال، یکی از مجادله‌های دورهٔ معاصر (که علی‌الخصوص به‌طور چشمگیری در ایالات متحد آمریکا جریان دارد) عبارت است از، ممانعت از قانونی‌شدن روابط هم‌جنس‌گرایانه، تأیید اجتماعی آن و بهره‌مندی از حقوق و تعهدات قانونی. در برخی از کشورها، محافظه‌کاران اجتماعی با ازدواج هم‌جنس‌گرایان مخالفند، با این ادعا که هرگونه تلاشی برای تعریف ازدواج به شکلی غیر از «پیوند یک مرد و یک زن»، موجب «تهی‌شدن واژهٔ ازدواج از معنا و مفهوم اصلی‌اش» خواهد شد. همچنین، در دیگر کشورها، چندهمسری یک رسم «به لحاظ اجتماعی محافظه‌کارانه» است. از سوی دیگر، مدافعان ازدواجِ افراد هم‌مذهب و هم‌نژاد، ممکن است به ترتیب، قانونی‌شدن ازدواج بین‌الادیانی و ازدواج میان‌نژادی را محکوم کنند.
ایالت ماساچوست، خواستار تجدیدنظر دولت فدرال ایالات متحده آمریکا در مورد تعریف‌اش از پدیدهٔ ازدواج شده است. ایالت ماساچوست نخستین ایالتی بود که ازدواج هم‌جنس‌گرایان را به رسمیت شناخت. بر پایهٔ این دعوی، «قانون دفاع از ازدواج ۱۹۹۶» (DOMA) به حق حاکمیت و خودمختاری ایالت‌ها برای ارائهٔ تعریف خویش از مفهوم ازدواج تجاوز کرده است. این دعوی معتقد است که قانون دفاع از ازدواج حق خودمختاری ایالت برای ارائهٔ تعریف خویش از مفهوم ازدواج را نقض کرده و مغایر با قانون اساسی است.

### برانگیختگی هفت‌ساله زناشویی
برانگیختگی هفت‌ساله زناشویی سندرم، نظریه، عقیده و اصطلاحی در روان‌شناسی رابطه است که می‌گوید پس از کم و بیش هفت سال اشتیاق جنسی و احساس رضایت همبستری زناشویی به تدریج کاسته می‌گردد. این نظریه از گرایش به پیمان‌شکنی و خیانت زناشویی در حدود سال هفتم ازدواج سخن می‌گوید. تمایل به طلاق از دیگر ادعاهای این نظریه است. این موضوع روان‌شناسی همچنین تمایل فرد متأهل به ارزیابی مجدد در ارتباط زناشویش را بازگو می‌کند. البته این مدت بر اساس آمار و شواهد ممکن است کمتر از هفت سال هم روی می‌دهد اما با توجه به این که بر اساس برخی آمارها در آمریکا متوسط طول عمر هر ازدواج هفت سال است مدت هفت سال را برای این تئوری در نظر گرفته‌اند.
وسوسه و برانگیختگی هفت‌ساله زناشویی چیز بدی نیست ولی آن چیز که اهمیت دارد این است که نباید توجه زیادی به آن کرد زیرا در زندگی اولویت اصلی ازدواج و روابط با همسر است. برانگیختگی هفت‌ساله به این باور عمومی اشاره دارد که پویایی زناشویی پس از حدود هفت سال زندگی مشترک از بین می‌رود. در این مرحله، تصور می‌شود که تمایل به خیانت یا طلاق افزایش می‌یابد.
این ایده از سال ۱۹۵۵ زمانی که فیلمی با بازی مرلین مونرو این مفهوم را بررسی کرد، مورد استفاده قرار گرفت.
اما آیا حقیقتی در این مفهوم وجود دارد، یا این فقط داستانی هالیوودی است؟ در این مطلب نگاهی به داده‌ها داریم.
از دیدگاه خیانت، پژوهش‌ها نشان می‌دهد که پس از گذشت هفت سال از زندگی مشترک، احتمال اینکه افراد مرتکب خیانت شوند زیاد است افکار خیانت در ازدواج‌های میانی افزایش می‌یابد

### پایان ازدواج
در اکثر جوامع، مرگ یکی از زن و شوهر موجب پایان یافتن پیوند ازدواج می‌شود، و در جوامع تک‌همسری، این امکان برای شریک دیگر وجود دارد که دکرباره ازدواج کند. گاهی، ازدواج دوباره با گذشت دوره‌ای از سوگواری انجام می‌شود. در بسیاری از جوامع نیز، طلاق راهی برای خاتمه دادن به پیوند ازدواج است. همچنین در برخی جوامع ممکن است ازدواج ممنوع باشد، در این قبیل جوامع طبقه سیاسی حاکم اعلام می‌دارد که به هیچ عنوان کسی نباید ازدواج کند. در هر دو نوع جامعه، مردم دلواپس آزادیِ ازدواجِ مجدد یا ازدواج هستند. از سوی دیگر، بعد از طلاق ممکن است یکی از زوج‌ها مجبور شود نفقه بپردازد. اینکه هر دو زن و شوهر حق دارند نسبت به طلاق رضایت داشته باشند، تنها طی دهه‌های اخیر در کشورهای غربی به رسمیت شناخته شد. در ایالات متحده آمریکا، نادرست نبودن عملِ طلاق، نخستین بار در سال ۱۹۶۹ در کالیفرنیا به رسمیت شناخته شد و نیویورک آخرین ایالتی بود که این موضوع را در سال ۱۹۸۹ به رسمیت شناخت.

## سیر تاریخی ازدواج
گرچه نهاد خانواده از تاریخ ثبت‌شده موثق فراتر می‌رود اما بسیاری از فرهنگ‌ها افسانه‌هایی پیرامون خاستگاه ازدواج دارند. روشی که بدان صورت ازدواج انجام می‌شود و قواعد و انشعابات آن مانند خود نهاد بسته به فرهنگ و ویژگی‌های آماری دوره در طول زمان تغییر کرده است فرهنگ‌های گوناگون نظریه‌های ویژه خود را دربارهٔ خاستگاه ازدواج داشته‌اند. برای نمونه یکی می‌تواند ریشه در نیاز مرد به اطمینان از پدر فرزندانش بودن داشته باشد. در نتیجه شاید او راغب باشد که هزینهٔ عروس را بپردازد یا یک زن را به ازای دسترسی اختصاصی جنسی تأمین کند حلال‌زادگی نتیجهٔ این معامله است تا انگیزه‌های آن. در جامعهٔ کومانچی زنان متأهل بیشتر کار می‌کنند آزادی جنسی را ازدست می‌دهند و به نظر نمی‌رسد هیچ سودی از ازدواج عاید کنند اما زن‌هایی که می‌شد آن‌ها را به همسری گرفت، همواره منبع حسادت و ستیز در قبیله بودند، بنابراین معمولاً انتخابی جز تن دادن به ازدواج نداشتند. «تقریباً در همه جوامع، دستیابی به زن‌ها به نوعی از طریق رسمی و قانونی ممکن شده است تا بتوان شدت رقابت‌ها را کاهش داد.» انواعی از ازدواج‌های گروهی که در آن‌ها بیش از یک تن از یک جنس شرکت دارد، ولی چندزنی یا چندشوهری نیستند، در تاریخ وجود داشته‌اند، اگرچه این‌گونه ازدواج‌ها به ندرت رخ می‌داد. از ۲۵۰ جامعه آماری که در سال ۱۹۴۹ به‌دست انسان‌شناس آمریکایی جورج پی. مرداک گزارش شده بود، تنها در میان اهالی کینگنگِ برزیل نوعی ازدواج گروهی دیده شد. گونه‌های متفاوتی از ازدواج در جهان وجود دارد. در بعضی از جوامع، فرد محدود است به اینکه در هر زمان تنها به یک همسر بسنده کند (تک همسری)، درحالی‌که دیگر فرهنگ‌ها به مرد اجازه می‌دهند که بیش از یک همسر داشته باشد (چندزنی) یا، در جوامع معدودی، به زن اجازه داده می‌شود که بیش از یک شوهر اختیار کند (چندشوهری). بعضی از جوامع نیز ازدواج بین دو مرد یا دو زن را مجاز می‌دانند. بیشتر جوامع برای ازدواج محدودیت‌هایی روی سن وسال افراد، روابط خویشاوندی پیشین آن‌ها یا عضویتشان در گروه‌های دینی یا سایر گروه‌های اجتماعی قرار می‌دهند.

### ایران باستان
در زمان ساسانی گونهٔ اصلی ازدواج ایرانی «زنیِ پادِخشای» خوانده می‌شد که در واقع انتقال قیمومت دختر از پدر به شوهر بود. گونه‌های دیگری هم از ازدواج بود از جمله «چَگَر» که هنگامی بود که شوهر توانایی فرزندآوری نداشت و زن خود را به عنوان همسر موقت به یکی از نزدیکان می‌داد تا فرزند آورد. چگر را به صورت چَکَر هم نوشته‌اند. نوع دیگر خویدوده بود که ازدواج با خویشاوندان است.

### چین
نوشتار اصلی:ازدواج در چین
منشأ اساطیری ازدواج چینی، داستانی در مورد نووا و فوخی است، که روش‌های مناسب ازدواج را پس از ازدواج شان، ابداع کردند. در جامعه باستانی چین، مردم با نام خانوادگی مشابه، مجاز به ازدواج با یکدیگر نبودند و این عمل به عنوان زنای با محارم، قلمداد می‌شد. با این حال، به دلیل ازدواج با بستگان مادر که زنا با محارم، تلقی نمی‌شد، خانواده‌ها گاهی ازدواج‌های درون‌خویشاوندی، از نسلی به نسلی دیگر نیز داشتند. با گذشت زمان، علی‌رغم جابه جایی زیاد جغرافیایی مردم چین، نسبت بیولوژیکی اعضای خانواده همچنان برجا بود. هنگامی که زن و شوهری می‌مردند، به‌طور جداگانه در گورستان قبیله مربوطه، به خاک سپرده می‌شدند. در نوع ازدواج مادرانه، مرد به عنوان پسرخوانده در خانهً همسر زندگی می‌کرد. قانون جدید ازدواج در سال ۱۹۵۰، به‌طور اساسی سنت‌های ازدواج را در چین تغییر داد. اعمال تک همسری، برابری حقوق زنان و مردان، و اهمیت گزینش در ازدواج از جملهً این تغییرات بود. ازدواج‌های مقرر (arranged marriage) اغلب، رایج‌ترین نوع ازدواج در چین، تا آن زمان بود.

### اروپا
در یونان باستان، هیچ‌گونه مراسم خاص حقوقی برای ایجاد یک ازدواج لازم نبود - تنها توافق طرفین و اینکه زوجین باید یکدیگر را به عنوان زن و شوهر بپذیرند کافی بود. مردها معمولاً وقتی به دوره ۲۰ یا ۳۰ سالگی می‌رسیدند ازدواج می‌کردند و انتظار داشتند که زن‌های آن‌ها در اوان نوجوانی باشند. عنوان شده است که این سنین برای یونانیان مناسب بود چرا که مردان معمولاً تا سن ۳۰ از خدمت سربازی فارغ شده بودند، و ازدواج با یک دختر جوان، دوشیزگی او را تضمین می‌کرد. زنان ازدواج کرده یونانی در یونان باستان حقوق کمی داشتند و انتظار می‌رفت که از خانه و فرزندان مراقبت کنند. زمان، عامل با اهمیتی در ازدواج‌های یونانی بود. به عنوان مثال، بر اساس یک عقیده خرافی، ازدواج در زمانی که ماه کامل بود خوش‌بختی می‌آورده و همچنین از نظر رابرت فلاسلیره، یونانیان در زمستان ازدواج می‌کردند. وراثت بسیار مهم‌تر از احساسات بود: زنی که پدرش می‌مرد در صورتی که هیچ وارث مذکری نداشت وادار می‌شد که با نزدیکترین خویشاوند مذکر خود ازدواج کند - حتی اگر اول مجبور بود از شوهرش طلاق بگیرد.
در روم باستان انواع گوناگونی از ازدواج وجود داشت. گونه سنتی (متعارف) آن conventio in manum نامیده می‌شد نیاز به مراسمی با حضور شاهدان داشت و با مراسم به‌خصوصی نیز باطل می‌شد. در این گونه ازدواج، زن حقوق ارث‌بری را در خانواده سابق خود از دست می‌داد و حقوق خانواده جدیدش را می‌گرفت. او دیگر تحت تبعیت اختیارات همسرش بود. یک نوع ازدواج آزاد وجود داشت تحت عنوان sine manu. در این قرارداد، زن همچنان یک عضو از خانوادهٔ خود باقی می‌ماند، او تحت تبعیت پدرش می‌ماند، حقوق ارث بری خانواده سابق خود را حفظ می‌کند و هیچ حقوقی در خانواده جدیدش دریافت نمی‌کند. حداقل سن ازدواج برای دختران ۱۲ سال بود.
از اوایل دوره مسیحیت (سال‌های ۳۰ تا ۳۲۵)، به ازدواج به دید یک مقولهی کاملاً خصوصی نگاه می‌شد، بدون نیاز به هیچ‌گونه مراسم خاص دینی. اگرچه کشیش ایگناتوس اهل Antioch حدود سال ۱۱۰ به کشیش پلی کرپ اهل Smyrna نوشت، «این گونه است که هر دو زن و مردی که با هم ازدواج می‌کنند، که این پیوند با پذیرش کشیش شکل می‌گیرد، که ازدواج آن‌ها در محضر خداوند انجام می‌شود، و نه بر پایهٔ شهوت خودشان.» / در قرن دوازدهم زن‌ها مجبور بودند که نام شوهران خود را بگیرند و با از ابتدای نیمهٔ دوم قرن شانزدهم رضایتنامه والدین به همراه رضایتنامه کلیسا برای ازدواج لازم بود.
در اروپای سده‌های میانه، ازدواج به عنوان یکی از برجسته‌ترین عناصر روابط بین‌المللی و بین خاندانی در اروپای سده‌های میانه، منبع اصلی دستیابی به اراضی، حاکمیت و اتحاد و مهم‌ترین رکن امور دیپلماتیک به حساب می‌آمد. رابطه بین کشورها و فرمانروایان بستگی چندانی به مرزهای مشترک یا منافع طبیعی آن‌ها نداشت؛ بلکه به اتصالات دودمانی و روابط نَسبی خارق‌العاده‌ای مربوط بود که می‌توانست یک شاهزاده مجارستانی را ولیعهد ناپولی و یک شاهزاده انگلیسی را مدعی تاج و تخت کاستیا سازد. دختران و پسران اشرافی که در این ازدواج‌های بین دودمانی داد و ستد می‌شدند همانند تار و پود پارچه‌ای عمل می‌کردند که باعث ایجاد شبکه‌ای پیچیده از روابط بین خاندانی و بروز ادعاهای متضاد می‌شد. طولانی‌ترین جنگ تاریخ اروپا یعنی جنگ صدساله در پی یکی از همین ازدواج‌های بین دودمانی پدید آمد. دو چیز که عبارت بودند از یکی احساسات و آرای دو فرد ازدواج کننده و دیگری منافع مردمان متأثر از نتایج آن، هیچگاه در این ارتباط مد نظر قرار نمی‌گرفت.
به جز چند مورد محلی تا ۱۵۴۵ ازدواج‌های مسیحی در اروپا، با رضایت طرفین، اعلام قصد ازدواج و وصلت جسمانی دو طرف انجام می‌شد.
زوجین به‌طور شفاهی با هم پیمان می‌بستند که با یکدیگر ازدواج کنند. حضور کشیش یا گواهان الزامی نبود. این پیمان به عنوان "verbum" شناخته می‌شد. اگر آزادانه و با فعل زمان حاضر ادا می‌شد (برای مثال «من با تو ازدواج می‌کنم») بدون تردید الزام‌آور بود. اگر به زمان آینده ادا می‌شد («من با تو ازدواج خواهم کرد»)، منجر به نامزدی می‌شد. یکی از کارکردهای کلیسا در دوران قرون وسطا ثبت ازدواج‌ها بود که اجباری نبود. به دلیل اینکه این مسائل در دادگاه کلیسایی حل و فصل می‌شد، هیچ مداخلهٔ حکومتی در ازدواج و وضعیت فردی وجود نداشت. در قرون وسطی ازدواج‌ها از قبل تعیین می‌شد، حتی گاهی در هنگام تولد؛ و این قرارهای ازدواج معمولاً برای اطمینان از صحت قراردادها میان خانواده‌های گوناگون سلطنتی، اشراف و وراث فیف‌ها بود. کلیسا در برابر این وصلت‌های تحمیلی مقاومت کرد و دلایل ابطال این قرارها را افزایش داد در همان حال که مسیحیت در دوره رومن و قرون وسطا گسترش یافت، ایده آزادی گزینش شریک زندگی با آن رشد کرد و گسترده شد.
متوسط سن ازدواج در اواخر قرن سیزدهم تا اوایل قرن شانزدهم، حدود ۲۵ سالگی بوده است.
نقش ازدواج‌های ثبت شده و قوانین مربوط به ازدواج، به عنوان بخشی از اصلاحات پروتستان، به تصویب دولت رسید. این اصلاحات نگاه مارتین لوتر را منعکس می‌کرد که ازدواج «امری دنیوی» است. در قرن هفدهم، بسیاری از کشورهای اروپایی پروتستان، دچار درگیری با دولت در امر ازدواج، بودند. متوسط سن ازدواج در گسترهً ۴۴–۲۵ سالگی برای مردان و ۳۹–۲۲ سالگی برای زنان بود. در انگلستان در سال ۱۷۵۳، اعتبار ازدواج با رضایت و اجماع، تحت قانون تصویب شدهً Lord Hardwich، در کلیسای آنجلیکا، تعیین می‌شد. این عمل الزامات خاصی همچون، حضور شاهدان در مراسم، را برای ازدواج به وجود می‌آورد.
در بخشی از اقدامات مخالف با اصلاحات، در سال ۱۵۶۳، شورای ترنت فرمان داد که، تنها در صورتی ازدواج کاتولیک روم را به رسمیت می‌شناسد که مراسم رسمی ازدواج در حضور یک کشیش و دو گواه اجرا شود. این شورا همچنین، در سال ۱۵۶۶، تعلیمات و دستورها مذهبیِ مرتبط با ازدواج را تحت عنوان «اتحاد زناشویی بین زن و مرد، قرارداد بین دو نفر واجد شرایط، که آن‌ها را ملزم به زندگی با یکدیگر، در طول حیاتشان می‌کند.» صادر کرد.
در اوایل عصر یادشده، جان کالوین و همکاران پروتستانی او، به اصلاح قوانین مسیحی ازدواج، که مورد تصویب احکام حقوقی ازدواج ژنو بود، پرداختند. این اصلاحات، خواستار بازنگریِ قانون " لزوم شکل‌گیری ازدواج با الزامات دوگانهً ثبت نام دولتی و تقدیس کلیساًبود.
در انگلستان و ولز در سال ۱۷۵۳، قانون ازدواج Lord Hardwick نیازمند مراسم رسمی بود. مختصر برگزار کردن این عمل، منجر به یک ازدواج خارج از قاعده (غیرمعمولی) می‌شد. این نوع از ازدواج‌های پنهان یا بی‌قاعده در زندان ناوگان (Fleet Prison) و صدها مکان دیگر انجام می‌شد. از سال ۱۶۹۰ تا تصویب قانون ازدواج در سال ۱۷۵۳، تنها تعداد ۳۰۰٬۰۰ ازدواج مخفی درزندان ناوگان Fleet Prison))انجام شد. این قانون، نیازمند به اجرای مراسمی رسمی بود، که توسط کشیشی در کلیسای آنجلیکا و دو شاهد، به رسمیت شناخته و ثبت می‌شد. این قانون به هیچ وجه برای اقلیت‌های یهودی و کواکرها (Quakers) لازم‌الاجرا نبود. آن‌ها با آداب و رسوم خود ازدواج می‌کردند.
به موجب قانون ازدواج ۱۸۳۶ از سال ۱۸۳۷، در انگلستان و ولز، ازدواج مدنی به عنوان به موجب قانون ازدواج ۱۸۳۶ از سال ۱۸۳۷، در انگلستان و ولز، ازدواج مدنی به عنوان یک جایگزین قانونی برای ازدواج کلیسایی به رسمیت شناخته شد. در آلمان، ازدواج‌های مدنی در ۱۸۷۵ به رسمیت شناخته شد. این قانون اجازه انجام مراسم ازدواج در برابر کارکن رسمی اداره کل امور مدنی را صادر کرد، به شرط آنکه هر دو نفر قصد خود برای ازدواج معتبر و مؤثر تأیید کنند. همچنین پذیرفت که در صورت تمایل طرفین مراسم مذهبی نیز به‌طور خصوصی برگزار شود.
در قانون معاصر عوام در انگلستان، ازدواج، قراردادی اختیاری میان یک زن و یک مرد است، که در این قرارداد آن‌ها می‌پذیرند زن و شوهر باشند. ادوارد وسترمارک اظهار کرده است که «نهاد ازدواج احتمالاً از یک عادت باستانی تکامل یافته است.»

## دیدگاه‌ها دربارهٔ ازدواج

### نفی نهاد ازدواج
بسیاری به دلایل گوناگون، استدلال‌هایی ضد ازدواج دارند. این استدلال‌ها شامل نقدهای سیاسی و دینی، اشاره به میزان طلاق، و نیز اهمیت تجرد بر پایهٔ آموزه‌های دینی و فلسفی می‌شود. بسیاری از مردم علت انزجار از ازدواج را مشکلات اقتصادی و محدودیت‌های ناشی از آن می‌دانند و عده ای نیز مطابق احکام ادیان متبوع خود آن را خلاف اوامر الهی می‌دانند. فی المثل تجرد عیسی مسیح را سرمشق عمل قرار داده و آن را ناشی از امر الهی می‌دانند. لیکن شمار بسیاری نیز ازدواج را محدودیت دانسته و آن را سالب آزادی‌های مطلوب خویش می‌دانند.

### پدرسالاری

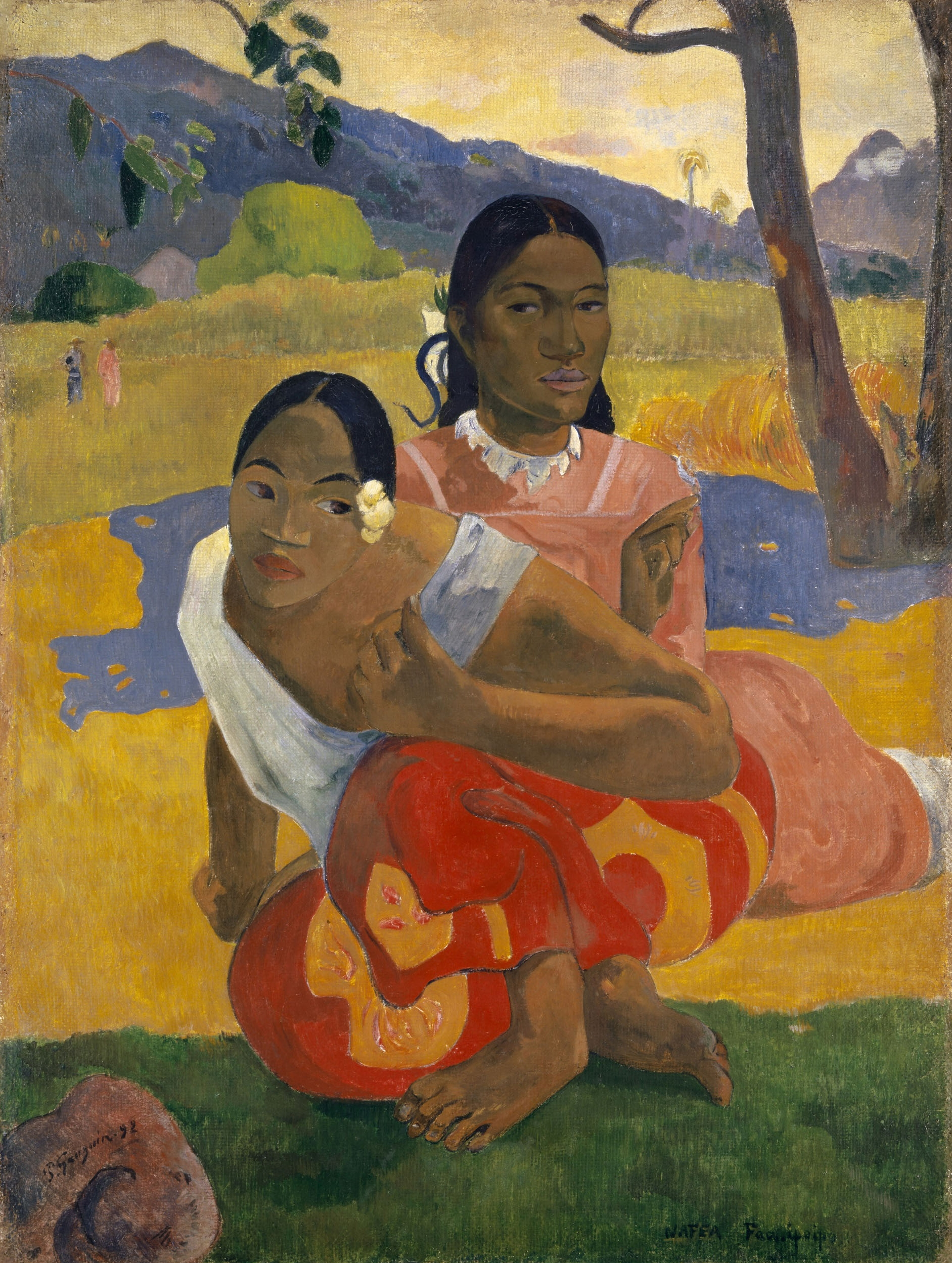
کی ازدواج خواهی کرد؟ اثر پل گوگن

نظریهٔ فمینیستی، به ازدواج با جنس مخالف به عنوان یک نهاد سنتی که در پدرسالاری ریشه دارد برخورد می‌کند و ازدواج را نهادی می‌داند که منجر به ترویج برتری و قدرت مرد بر زن می‌شود. این روابط قدرت، مردان را به عنوان «روزی‌رسان که در حوزهٔ عمومی عمل می‌کنند» و زنان را به عنوان «تامین‌کنندهٔ خدمات پرستاری و مراقبت که در حوزهٔ خصوصی عمل می‌کنند» در نظر می‌گیرند. این امر با مفهوم ازدواج مساوات‌خواهانه که در آن قدرت و کار بین دو جنسیت به‌طور برابر تقسیم می‌شود، و این تقسیم برمبنای نقش‌های جنسیتی صورت نمی‌گیرد در تضاد است.
در یک ازدواج، اختصاص دادنِ نقش‌های جنسیتی غالب به مردان و نقش‌های جنسیتی زیردستانه و سلطه‌پذیر به زنان، بر روابط قدرت درون رابطه اثر می‌گذارد. در برخی خانواده‌های آمریکایی، زنان نقش‌های جنسیتی کلیشه‌ای را درونی می‌کنند، و غالباً خود را با نقش «همسر»، «مادر»، و «پرستار» در هماهنگی با هنجارهای اجتماعی و شریک مذکرشان وفق می‌دهند. «بل هوک» می‌گوید: «در ساختار خانواده، افراد یادمی‌گیرند که ستم جنسیتی را به عنوان امری طبیعی پذیرند و این در حکم اولین قدم برای حمایت از سایر اشکال ستم، نظیر سلطهٔ یک جنس بر دیگری است.»
در ایالات متحده، مطالعات نشان داده است که، علی‌رغم آرمان‌های برابرخواه که ترویج می‌شوند، کمتر از نیمی از زنان به روابط‌شان با جنس مخالف از نظر قدرت به شکلی برابر می‌نگرند و روابط نابرابر که در آن مرد در سلطه قرار دارد بیشتر از همه به چشم می‌خورد. مطالعات همچنین نشان می‌دهند که زوج‌های ازدواج کرده، بیشترین میزان رضایت خود را در روابط برابرخواه تجربه می‌کنند.

### تأثیر تأهل و تجرد بر تندرستی
نتیجهٔ برخی پژوهش‌ها نشان می‌دهد که پس از دههٔ هشتاد میلادی، میل به تجرّد بیشتر شده و ازدواج‌ها کمتر و بی‌دوام‌تر شده‌اند. پژوهش‌ها ثابت می‌کنند که برخلاف باورهای سنتی - که افراد همسردار را نسبت به بی‌همسران از سلامت و احساس خوشبختی بیشتری بهره‌مند می‌دانستند - دیگر واقعیت نداشته و در مواردی حتی بی‌همسران خوشبختی و سلامت بیشتری از همسرداران دارند. از دلایل گفته‌شده برای این مسئله می‌توان به آزادی بیشتر در بی‌همسران و همین‌طور فشار بالا بر روی همسرداران اشاره کرد. به بیان دیگر زیست مشترک در دنیای مدرن دستخوش تغییرات جدی و گام به گام می‌شود و دیگر به‌سان قدیم نمی‌باشد. چکیدهٔ این تحقیقات ثابت کرد که در عصر جدید فردیت با زندگی مشترک در اصطکاک خواهد بود و چالش‌های جدیدی را به‌وجود خواهد آورد. عامل دیگری که برای توضیح علت سالم‌تر و خوشبختر بودن بی‌همسران در برابر همسرداران بیان شده این است که انسان در موقعیت‌های فردی دچار دغدغه‌های ذهنی کمتری است؛ ولی در زمان قرار گرفتن در یک جمع به‌خاطر افزایش کشمکش‌ها و محاسبات ذهنی برای تعدیل، رفتار آدمی در قبال طرف مقابل آشفتگی ذهنی افزایش می‌یابد. با این وجود بعضی دیگر از منابع هنوز بر این باورند که با تمام مشکلاتی که ازدواج در دنیای امروز دارد، باز به دلایلی مانند اثبات عشق به شریک عاطفی، اجتماعی بودن انسان، پشتیبانی همسر و ایجاد انگیزه بیشتر برای زندگی، ازدواج کردن نسبت به مجرد بودن بهتر است.

## ازدواج در حقوق کشورها

### مشخصهٔ ازدواج
مهم‌ترین ویژگی‌های ازدواج، قانونمند بودن آن است. تمامی مراحل ازدواج از پیوند تا جدایی و نیز پس از درگذشت یکی از طرفین قانونمند است؛ بنابراین هر ازدواجی بر پایهٔ یک سری قوانین شکل گرفته است و ادامه می‌یابد. این قوانین به سه شکل قوانین عرفی، قوانین شرعی و قوانین مدنی است.

### ایران
در ایران مقررات ازدواج عمدتاً بر اساس فقه امامیه تدوین شده و ازدواج به دو روش دائم و موقت می‌تواند صورت پذیرد. در مذهب دوازده‌امامی آیین اسلام این دو ازدواج در پاره‌ای از آثار با هم یکی هستند و در برخی دگر اختلاف دارند، تفاوت اصلی و جوهری ازدواج موقت با ازدواج دائم در مدت‌دار بودت ازدواج موقت که پس از پایان آن رابطهٔ زوجیت به انتها می‌رسد. همچنین در ازدواج موقت برخلاف ازدواج دائم طلاق وجود ندارد و از اصصژلاح بذل مدت باقیمانده برای جدایی استفاده می‌گردد. زن حق نفقه ندارد هر چند می‌تواند شرط کند. زن و شوهر از یکدیگر اصولاً ارث نمی‌برند، مهریه هم در ازدواج دائم لازم است و هم در ازدواج موقت، با این تفاوت که در ازدواج موقت عدم ذکر مهر موجب بطلان عقد است ولی در ازدواج دائم عقد باطل نیست و می‌توان مهریه را بعداً توافق کرد یا درصورت عدم توافق مهرالمثل از سوی دادگاه تعیین می‌شود. برابر قوانین کنونی ایران حداقل سن قانونی ازدواج برای دختران ۱۳ سال خورشیدی و برای پسران ۱۵ سال خورشیدی می‌باشد. با موافقت طرفین ازدواج و خانواده‌های آنان و با موافقت دادگاه، دختران و پسران می‌توانند حتی در زیر سن قانونی نیز ازدواج بنمایند.

### استنادات و منابع درون‌خطی
1. ↑  Haviland, William A.; Prins, Harald E.L.; McBride, Bunny; Walrath, Dana (2011). Cultural Anthropology: The Human Challenge (13th ed.). Cengage Learning. ISBN 978-0-495-81178-7. "A nonethnocentric definition of marriage is a culturally sanctioned union between two or more people that establishes certain rights and obligations between the people, between them and their children, and between them and their in-laws."
2. ↑  Ember, Carol R. (2016). "Marriage and Family". Explaining Human Culture. New Haven, Ct.: Human Relations Area Files.
3. ↑  Country Reports on Human Rights Practices for 2008, Vol. 1, p. 1353, US Department of State.
4. ↑  Baten, Joerg; de Pleijt, Alexandra M. (2018). "Girl power Generates Superstars in Long-term Development: Female Autonomy and Human Capital Formation in Early Modern Europe". CEPR Working Paper. 13348.
5. ↑  Bell, Duran (1997). "Defining Marriage and Legitimacy" (PDF). Current Anthropology. 38 (2): 237–54. doi:10.1086/204606. ISSN 0011-3204. JSTOR 2744491. Archived from the original (PDF) on 24 May 2017. Retrieved 6 April 2013.
6. ↑  Gerstmann, Evan. Same-sex Marriage and the Constitution, p. 22 (Cambridge University Press, 2004).
7. 1 2  Bell, Duran (1997). «Defining Marriage and Legitimacy". Current Anthropology 38 (2): 237–254. Bell describes marriage as "a relationship between one or more men (male or female) in severalty to one or more women that provides those men with a demand-right of sexual access within a domestic group and identifies women who bear the obligation of yielding to the demands of those specific men."
8. ↑  Westermarck, Edvard, (1921) The History of Human Marriage Volume 1, p. 71. ISBN 0-7661-4618-9.
9. ↑  Westermarck, Edvard, (1936) The Future of Marriage in Western Civilization, p. 3.
10. ↑  Notes and Queries on Anthropology. Royal Anthropological Institute. 1951. pp. , p. 110.
11. ↑  Gough, E. Kathleen (1959), «The Nayars and the Definition of Marriage" , Royal Anthropological Institute of Great Britain and Ireland: pp. 89:23–34 Nuer female-female marriage is done to keep property within a family that has no sons. It is not a form of lesbianism.
12. ↑  Gudeman, Stephen, (1976) Relationships, residence and the individual, p. 131.
13. ↑  Leach, Edmund (1955). «Polyandry, Inheritance and the Definition of Marriage". Man.
14. ↑  مشکینی، علی، «ازدواج در اسلام»، احمد جنتی، الهادی، ۱۳۶۶ ص۱۰
15. ↑  «آیا ازدواج در اسلام اجباری است؟». اعتمادآنلاین. ۲۰۲۴-۰۵-۱۰. دریافت‌شده در ۲۰۲۴-۰۵-۱۰.
16. ↑  «ترجمه تحریر الوسیلة (جامعه مدرسین) - خمینی، سید روح‌الله - کتابخانه مدرسه فقاهت». lib.eshia.ir. دریافت‌شده در ۲۰۲۲-۱۱-۱۰.
17. ↑  «وجود شاهد در نکاح از منظر فقه مذاهب اسلامی». پرتال جامع علوم انسانی. دریافت‌شده در ۲۰۲۲-۱۱-۱۰.
18. ↑  "نحوهٔ خواندن عقد به صورت فارسی". پایگاه اطلاع‌رسانی دفتر مرجع عالیقدر حضرت آیت الله العظمی مکارم شیرازی (به انگلیسی). 2017-11-12. Retrieved 2022-11-10.
19. ↑  خمینی، روح‌الله، «رساله توضیح‌المسائل»، حوزه علمیه قم، ص ۳۸۰و۳۸۱
20. ↑  «مرد (به قصد ازدواج) به چه مقدار از بدن زن می‌تواند نگاه کند؟ / بررسی محدوده حجاب بانوان /حجاب بانوان - مدرسه فقاهت». www.eshia.ir. دریافت‌شده در ۲۰۲۴-۰۴-۲۰.
21. ↑  علیدوست, ابوالقاسم (2010-08-23). "نقش پدیده‌شناسی ازدواج در اذن ولی به نکاح دوشیزهٔ رشیده". مطالعات راهبردی زنان. 12 (48): 253–294. ISSN 2008-2827.
22. ↑  «نکاح دختر باکره بدون اذن ولی از منظر فقهای اهل سنت، امامیه و حقوق ایران». پرتال جامع علوم انسانی. دریافت‌شده در ۲۰۲۴-۰۵-۱۰.
23. ↑  «آیا دختر باکره‌ای که رشیده است، برای صیغه عقد، اجازه پدرش لازم است؟ - گنجینه پاسخ ها». اسلام کوئست - مرجعی برای پاسخگویی به سوالات دینی، اعتقادی و شرعی. دریافت‌شده در ۲۰۲۴-۰۴-۲۰.
24. ↑  «تطبیق قوانین عده در ایران و سایر کشورها». پرتال جامع علوم انسانی. دریافت‌شده در ۲۰۲۴-۰۴-۲۰.
25. ↑  بررسی ازدواج از دیدگاه اسلام (۲۰۲۱-۱۱-۰۷). «روان آرام». دریافت‌شده در ۲۰۲۳-۰۷-۱۵.
26. ↑  «عبارت «النِّکَاحُ سُنَّتِی فَمَنْ رَغِبَ عَنْ سُنَّتِی فَلَیْسَ مِنِّی» که به پیامبر اسلام (ص) منسوب است را تحلیل سندی و محتوایی نمایید؟ - گنجینه پاسخ‌ها - اسلام کوئست - مرجعی برای پاسخگویی به سوالات دینی، اعتقادی و شرعی». دریافت‌شده در ۲۰۱۷-۰۸-۲۲.
27. ↑  میشل، توماس، «کلام مسیحی»، حسین توفیقی، مرکز مطالعات و تحقیقات ادیان و مذاهب، 1377 ص95
28. ↑  پطرس، فرماج: «ایضاح التعلیم المسیحی»، مطبعة الاباء المرسلین الیسوعیین، 1882م، صفحهٔ 345
29. ↑  «تاریخچهٔ ازدواج در مسیحیت کاتولیک».
30. ↑  «Papal Encyclicals Online». فوریه ۲۰, ۲۰۱۷.
31. ↑  «اعتقادنامهٔ مسیحیت کاتولیک در خصوص ازدواج».
32. ↑  «Monogomy in western societies».
33. ↑  دیانت بهائی آئین فراگیر جهانی، ویلیام هاچر و دوگلاس مارتین، مؤسسه معارف بهائی، صفحهٔ 207، پیوند به صفحهٔ کتاب
34. ↑  کتاب اقدس، بهاءالله، مرکز جهانی بهائی 1992، پیوند به صفحهٔ کتاب
35. 1 2  حضرت باب، نصرت‌الله محمد حسینی، ناشر: مؤسسه معارف بهائی، صفحهٔ 912، پیوند به کتاب
36. ↑  در جستجوی عدالت اجتماعی، جان هادلستون، صفحهٔ 377، Century Press, پیوند به صفحهٔ کتاب
37. 1 2  دیانت بهائی آئین فراگیر جهانی، ویلیام هاچر و دوگلاس مارتین، مؤسسه معارف بهائی، صفحهٔ ۲۰۸، پیوند به صفحهٔ کتاب
38. ↑  بهاءالله (۱۹۹۲)، «یادداشت‌ها و توضیحات»، کتاب اقدس، Wilmette, Illinois, USA: Bahá'í Publishing Trust، ص. ۱۹۴، شابک ۰-۸۵۳۹۸-۹۹۹-۰متن کتاب
39. ↑  Local Spiritual Assembly of the Baha'is of Warwick (۲۰۰۳-۱۰-۱۲). «ازدواج در آئین بهائی». Bahá'ís of Warwick. دریافت‌شده در ۲۰۰۶-۰۶-۱۴.
40. ↑  احمدی، کامیل، خانه ای بر روی آب (پژوهشی جامع در باب ازدواج موقت در ایران)، تهران، نشر شیرازه، چاپ اول، (۱۳۹۷)، ص ۵۵.
41. ↑  «پرسش و پاسخ منتخب فقهی». www.leader.ir. دریافت‌شده در ۲۰۲۵-۰۴-۱۵.
42. ↑  Ottenheimer, Martin (1996). «Chapter 3». Forbidden Relatives: The American Myth of Cousin Marriage. University of Illinois.
43. ↑  «Islamic View on Marrying Cousins – IslamonLine.net – Ask The Scholar". IslamonLine.net. Retrieved 2010-08-27.
44. ↑  «نظر اسلام در مورد ازدواج فامیلی چیست؟ - گنجینه پاسخ‌ها - اسلام کوئست - مرجعی برای پاسخگویی به سوالات دینی، اعتقادی و شرعی». دریافت‌شده در ۲۰۱۷-۰۵-۳۰.
45. ↑  ابن اثیر. النّهایة. صص. جلد ۳، ص ۱۰۶.
46. ↑  شریف رضی. المَجازات النّبویة. صص. ص ۹۲.
47. ↑  لسان العرب. ج. ۱۴. صص. ص ۴۸۹.
48. 1 2  «The Dinah Project". The Dinah Project. Retrieved 2010-08-27.
49. ↑  «Romance of Three Kingdoms – by Luo Guanzhong – History". Threekingdoms.com. Retrieved 2010-08-27.
50. ↑  "Harmful practices". www.unicef.org (به انگلیسی). Retrieved 2021-10-12.
51. ↑  «Child Marriage Archives». ICRW | PASSION. PROOF. POWER. (به انگلیسی). دریافت‌شده در ۲۰۲۱-۱۰-۱۲.
52. ↑  «کودک همسری؛ گره کور قانونگذاری یا مقاومت محافظه‌کاران؟». BBC News فارسی. دریافت‌شده در ۲۰۲۱-۱۰-۱۲.
53. ↑  احمدی، کامیل، طنین سکوت (پژوهشی جامع در باب ازدواج زودهنگام کودکان در ایران)، تهران، نشر شیرازه، چاپ اول، (۱۳۹۶) ص ۱۱.
54. ↑  «بازی عروس دامادی. تأثیر منفی کودک همسری بر روی پسران» (PDF). بایگانی‌شده از اصلی (PDF) در ۲۸ مه ۲۰۲۲. دریافت‌شده در ۱۸ اکتبر ۲۰۲۲.
55. ↑  "Child marriage around the world". www.unicef.org (به انگلیسی). Archived from the original on 22 July 2021. Retrieved 2021-10-12.
56. ↑  "Child marriage around the world". www.unicef.org (به انگلیسی). Archived from the original on 22 July 2021. Retrieved 2021-10-12.
57. ↑  «Forced Marriage frm a Gender Perspective» (PDF).
58. ↑  Murdock, 1949, p. 24. «group marriage or a marital union embracing at once several men and several women."
59. ↑  Leach, Edmund (1968). Paul Bonannan and John Middleton. ed. Marriage, Family, and Residence. The Natural History Press. ISBN 1-121-64470-8.
60. ↑  نعیم، مهدی: «راهکارهای ازدواج موفق»، نشر محقق اردبیلی، 1395
61. ↑  Child Marriage Factsheet: State of World Population 2005 – UNFPA
62. ↑  Rosenblatt, Paul C. (2006). Two in a Bed: The Social System of Couple Bed Sharing. State University of New York Press. ISBN 0-7914-6829-1.
63. ↑  Sanday, Peggy Reeves (2002). Women at the center: life in a modern matriarchy. Cornell University Press. ISBN 0-8014-8906-7.
64. ↑  Gargan, Edward A. (2001-03-19). «Chinas New Brides Put Freedom First/All perks, no work in walking marriages'". Newsday. pp. A.04.
65. ↑  Karam, Souhail (July 21, 2006). «Misyar offers marriage-lite in strict Saudi society". Reuters.
66. ↑  Income Tax Assessment Act 1997 – Sect 995.1(1): ""spouse "of an individual includes: (a) another individual (whether of the same sex or a different sex) with whom the individual is in a relationship that is registered under a * State law or * Territory law prescribed for the purposes of section 22B of the Acts Interpretation Act 1901 as a kind of relationship prescribed for the purposes of that section; and (b) another individual who, although not legally married to the individual, lives with the individual on a genuine domestic basis in a relationship as a couple."
67. ↑  «How Long Does It Take to Get to Know Someone?». psychologytoday. ۴ شهریور ۱۳۹۷. دریافت‌شده در ۲۶ آگوست ۲۰۱۸.
68. ↑  Korotayev A. Form of marriage, sexual division of labor, and postmarital residence in cross-cultural perspective: A reconsideration. Journal of anthropological research ISSN 0091-7710. 2003, Vol. 59, No. 1, pp. 69–89
69. ↑  Korotayev A. Division of Labor by Gender and Postmarital Residence in Cross-Cultural Perspective: A Reconsideration. Cross-Cultural Research. 2003, Vol. 37, No. 4, pp.335–372 (DOI: 10.1177/1069397103253685)
70. ↑  Marriage, Family, and Kinship: Comparative Studies of Social Organization, by Melvin Ember and Carol R. Ember. New Haven: HRAF Press, 1983)
71. ↑  Ontario Consultants on Religious Tolerance (2006-12-31). «Human sexuality and gender topics: Subjects of major concern to many faith groups". Religioustolerance.org. Retrieved 2007-02-04.
72. ↑  Jones, Richard E. ; Kristin H. Lopez (2006). Human Reproductive Biology, Third Edition. Academic Press. ISBN 0-12-088465-8.
73. ↑  Ventura, SJ. (1995) (PDF). Births to unmarried mothers: United States, 1980–92.. National Center for Health Statistics. ISBN 0-8406-0507-2. Retrieved 2008-12-29.
74. ↑  Harris, Gardiner (2007-12-06). «Teenage Birth Rate Rises for First Time Since ’91». New York Times. Retrieved 2010-04-10.
75. ↑  Bawah, AA. ; Akweongo P, Simmons R, Phillips JF. (1999). «Women's fears and men's anxieties: the impact of family planning on gender relations in northern Ghana." (PDF). Studies in Family Planning (Population Council) 30 (1): 54–66. doi:10.1111/j.1728-4465.1999.00054.x. PMID 10216896. Retrieved 2008-12-29.
76. ↑  "Adultery" Encyclopedia Brittanica
77. ↑  Smith, Anna Marie. "Sex Scandals, 'Responsible Fatherhood' and the 2008 Election Campaign: When 'Sex Talk' Trumps Race and Class". p. 5
78. ↑  Perez, Evan. "DOJ Shifts Tone on Marriage Act." The Wall Street Journal, U.S. ed. , August 18, 2009.
79. ↑  «Same-Sex Marriage, Civil Unions and Domestic Partnerships." National Conference of State Legislatures. August 18, 2009:
80. ↑  Conniff, Richard (2003-08-01). «Richard Conniff."Go Ahead, Kiss Your Cousin."". Discovermagazine.com. Retrieved 2010-08-27.
81. ↑  Kershaw, Sarah (November 26, 2009). «Shaking Off the Shame". The New York Times.
82. ↑  See Article 809 of the Korean Civil Code and The first ten years of the Korean Constitutional Court. Constitutional Court of Korea. p. 242 (p.256 of the PDF)
83. 1 2  Same-Sex Marriage (Press release). Rabbinical Council of America. 2004-03-30.
84. ↑  Werner Sollors (2000-10-19). Interracialism: Black-White Intermarriage in American History, Literature, and Law (Sollors, Werner ed.). Oxford: Oxford University Press. ISBN 0-19-512856-7
85. ↑  Shishkin, Philip. "Massachusetts Sues U.S. Over Definition of Marriage." Wall Street Journal – Eastern Edition; 7/9/2009, Vol. 254 Issue 7, pA3, 0p, 1 bw
86. ↑  philstar.com/sunday
87. ↑  Aaron Dalton. "The Ties That Unbind", Psychology Today, 1 January 2000. Retrieved 12 June 2012.
88. ↑  «The seven-year itch». phrases.org.uk. دریافت‌شده در ۲۰ خرداد ۱۳۹۲.
89. ↑  https://www.vakilzoom.com/divorce/
90. ↑  "The 'seven-year itch' – married couples tend to divorce after seven years" (به انگلیسی). stats.govt.nz (نیوزلند). Retrieved 20 خرداد 1392. {{cite web}}: Check date values in: |تاریخ بازدید= (help)
91. ↑  answers.com
92. ↑  «myfoxhouston.com». بایگانی‌شده از اصلی در ۱۶ مه ۲۰۱۳. دریافت‌شده در ۱۱ ژوئن ۲۰۱۳.
93. ↑  Behnegarsoft.com (۲۰۲۳-۰۸-۲۷). «میگنا - آیا خیانت و طلاق در سال هفتم ازدواج بیشتر است؟». میگنا: پایگاه خبری روان‌شناسی و سلامت. دریافت‌شده در ۲۰۲۴-۰۷-۰۵.
94. ↑  «No-Fault Divorce – The Pros and Cons Of No-Fault Divorce". Divorcesupport.about.com. 2010-07-30. Retrieved 2010-08-27.
95. ↑  Hobhouse, Leonard Trelawny (1906) Morals in evolution: a study in comparative ethics (Page 180)
96. ↑  Hanlon & White, p. 120.
97. ↑  Hanlon & White, p. 119.
98. ↑  Hanlon & White, p. 116.
99. ↑  Group Marriage, Encyclopædia Britannica Online, retrieved January 28, 2010
100. 1 2  دریایی 172
101. ↑  کوروش نیکنام آیین اختیار
102. ↑  «Marriage, a History." Psychology Today, May 01, 2005
103. ↑  «Magnus Hirschfeld Archive of Sexology"..hu-berlin.de. Retrieved 2010-08-27.
104. ↑  «Roman empire.net marriage". Roman-empire.net. Retrieved 2010-08-27.
105. ↑  Treggiari, Susan. Roman Marriage: Iusti Coniuges from the Time of Cicero to the Time of Ulpian. p. 39.
106. ↑  «St. Ignatius of Antioch to Polycarp (Roberts-Donaldson translation)". Earlychristianwritings.com. 2006-02-02. Retrieved 2010-08-27.
107. 1 2 3  Pernoud, Régine (2000). Those terrible Middle Ages: debunking the myths. San Francisco: Ignatius Press. p. 102. ISBN 978-0-89870-781-6.
108. 1 2  Tuchman 1978, p. 47.
109. 1 2  upenn.edu Excerpt from Marriage, Sex, and Civic Culture in Late Medieval London "the sacramental bond of marriage could be made only through the freely given consent of both parties"
110. ↑  «marriage.about.com". marriage.about.com. 2010-06-16. Retrieved 2010-08-27.
111. ↑  name="test"
112. ↑  «History of Marriage". Catholic Encyclopedia. New York: Robert Appleton Company. 1913.
113. 1 2  West's Encyclopedia of American Law, 2nd Edition. Thomson Gale, 2005. ISBN 0-7876-6367-0
114. ↑  Witte Jr. , John (1997). From Sacrament to Contract: Marriage, Religion, and Law in the Western Tradition. Westminster John Knox Press. pp. 39–40. ISBN 0-664-25543-4.
115. ↑  Leneman, Leah (1999). «The Scottish Case That Led to Hardwicke's Marriage Act". Law and History Review.
116. ↑  Gillis, John R. (1985). For Better, for Worse: British Marriages, 1600 to the Present. Oxford University Press. p. 92. ISBN 0-19-503614-X.
117. ↑  «Marriage|LII / Legal Information Institute". Topics.law.cornell.edu. 2010-08-19. Retrieved 2010-08-27.
118. ↑  Westermarck, Edward Alexander (1903). The History of Human Marriage. Macmillan and Co. , Ltd. , London. ISBN 1-4021-8548-0 (reprint).
119. 1 2  Briana Weadock, "Disciplining Marriage: Gender, Power, and Resistance» , [2], 2000
120. ↑  Veronica Jaris Tichenor, "Thinking About Gender and Power in Marriage" , The Kaleidoscope of Gender, 2010
121. ↑  bell hooks, Feminist Theory From Margin to Center, 2000
122. ↑  Sprecher, Susan; Felmlee, Diane, "The Balance of Power in Romantic Heterosexual Couples Over Time from His and Her Perspectives» , [3], 1997
123. ↑  Sprecher, Susan; Felmlee, Diane, "The Balance of Power in Romantic Heterosexual Couples Over Time from 'His' and 'Her' Perspectives» , [3], 1997
124. ↑  «مجردها یا متاهل‌ها؛ کدام خوشبخت‌ترند؟».
125. ↑  «خبرگزاری فارس - فیلم| متأهلی بهتره یا مجردی؟». خبرگزاری فارس. ۲۰۱۹-۰۷-۲۰. دریافت‌شده در ۲۰۲۲-۰۷-۰۴.
126. ↑  اقتباس از «انسان‌شناسی خانواده و خویشاوندی» - تألیف منیژه مقصودی - نشر شیرازه - چاپ اول 1386 – ص 137
127. ↑  احمدی، کامیل، طنین سکوت (پژوهشی جامع در باب ازدواج زودهنگام کودکان در ایران)، تهران، نشر شیرازه، چاپ اول، (۱۳۹۶) ص ۱۲۱.
128. ↑  ««طنین سکوت» پژوهشی جامع در باب ازدواج زودهنگام در ایران». ایسنا. ۲۰۱۸-۰۵-۱۳. دریافت‌شده در ۲۰۲۱-۱۰-۱۲.